# Birgit Kihlblom
Birgit Ida Kristina Kihlblom, född 22 september 1919 i Hallingebergs församling, Kalmar län, död 26 september 1983 i Högalids församling, Stockholm, var en svensk barn- och ungdomspsykiater.
Kihlblom, som var dotter till kyrkoherde David Björkhagen och Ester Bartholdsson, avlade studentexamen i Västervik 1938, blev medicine kandidat vid Karolinska Institutet i Stockholm 1941 och medicine licentiat där 1948. Hon var tillförordnad förste underläkare på Beckomberga sjukhus 1948–1949, vid psykiatriska kliniken på Karolinska sjukhuset 1949, vid barnpsykiatriska avdelningen på Norrtulls sjukhus 1950–1952, förste underläkare vid barnpsykiatriska avdelningen på Karolinska sjukhuset 1952–1955, vikarierande förste underläkare vid pediatriska och psykiatriska klinikerna 1955, läkare vid Stockholms stads psykiska barna- och ungdomsvård (PBU) 1955 samt var biträdande läkare vid Stockholms läns psykiska barna- och ungdomsvård 1956–1961 och överläkare där (vid fristående centralen i Solna) från 1961.